# Carta di Algeri: Dichiarazione Universale dei Diritti dei Popoli
La Carta di Algeri è frutto di una riunione non ufficiale di esperti e politici, tra cui l'italiano Lelio Basso, il 4 luglio del 1976 nel duecentesimo anniversario della Rivoluzione americana.

## Argomento
Proprio per la sua natura ufficiosa ed informale, non essendo un accordo tra Stati, tale Carta non risulta coercitiva e vincolante, tuttavia rappresenta un punto di arrivo importante per l'evoluzione del diritto in questione e contribuisce a far chiarezza su alcuni aspetti che risultavano ancora oscuri. È stabilito che ogni popolo ha diritto ad un governo che rappresenti tutti i cittadini senza distinzione di razza, sesso, opinione o colore, e che sia capace di assicurare il rispetto effettivo dei diritti dell'uomo e delle libertà fondamentali per tutti (art. 7); viene ribadito con forza anche l'imprescrittibilità e l'inalienabilità dell'esercizio del diritto (art. 5); e il diritto ad un'autodeterminazione esterna in caso di dominazione coloniale, straniera o razzista (art. 6).
Il sistema di garanzie e sanzioni che la Carta elenca agli artt. 22 ss., pur non costituendo un obbligo di carattere vincolante, rappresenta un tentativo originale di collegare il rispetto del diritto di autodeterminazione ai principi generali del diritto internazionale, configurando la violazione del primo come una trasgressione di obblighi nei confronti dell'intera comunità internazionale (art. 22) e, in casi estremi, addirittura un crimine internazionale (art. 27). Il ripristino dei diritti fondamentali dei popoli, quando siano stati gravemente violati, è un dovere che grava su tutti i membri della comunità internazionale (art. 30); e spetta ai popoli stessi far valere le loro ragioni in caso di violazione dei propri diritti attraverso la lotta politica, sindacale e, in ultima istanza, mediante il ricorso all'uso della forza (art. 28).
Dunque eliminando ogni maliziosa ambiguità, la Dichiarazione afferma il diritto all'autodeterminazione in tutte le sue forme e implicazioni. La preoccupazione ossessiva per la tutela dell'integrità territoriale viene posta in secondo piano: l'istanza libertaria dei popoli prevale sulle esigenze della sovranità degli Stati. A garanzia dell'autodeterminazione si legittima non solo il ricorso alla forza da parte dei movimenti di liberazione nazionale, ma anche l'intervento di terzi.